# Under the Red Sky
Albums de Bob Dylan
Oh Mercy
(1989) The Bootleg Series Volumes 1-3 (Rare and Unreleased) 1961-1991
(1991)
Under the Red Sky est le 27e album studio de Bob Dylan. Il est sorti le 10 septembre 1990.

## Historique
De nombreux artistes y font des apparitions : Slash, Elton John, George Harrison, David Crosby, Stevie Ray Vaughan et Bruce Hornsby.
Born in Time sera repris par Eric Clapton sur l'album Pilgrim en 1998.

## Liste des titres
Toutes les chansons sont écrites et composées par Bob Dylan.
| 1.    | Wiggle Wiggle     | 2:09 |
| 2.    | Under the Red Sky | 4:09 |
| 3.    | Unbelievable      | 4:06 |
| 4.    | Born in Time      | 3:39 |
| 5.    | T.V. Talkin' Song | 3:02 |
| 6.    | 10,000 Men        | 4:21 |
| 7.    | 2 X 2             | 3:36 |
| 8.    | God Knows         | 3:02 |
| 9.    | Handy Dandy       | 4:03 |
| 10.   | Cat's in the Well | 3:21 |
| 35:21 |                   |      |

## Musiciens
- Bob Dylan – guitares, piano, accordéon, harmonica, chant
- Robben Ford – guitare
- Slash – guitare
- Jimmie Vaughan – guitare
- Stevie Ray Vaughan – guitare
- Waddy Wachtel – guitare
- George Harrison – guitare slide
- David Lindley – guitare, guitare slide, bouzouki
- Randy Jackson – basse
- Don Was – basse
- Elton John – piano
- Bruce Hornsby – piano
- Jamie Muhoberac – orgue
- Al Kooper – orgue, claviers
- David McMurray – saxophone
- Rayse Biggs – trompette
- Kenny Aronoff – batterie
- Paulinho Da Costa – percussions
- Sweet Pea Atkinson, Sir Harry Bowens, David Crosby, Donald Ray Mitchell, David Was – chœurs